# Ernst Bergmann (filosof)
Ernst Bergmann, född 7 augusti 1881, död 16 april 1945, var en tysk filosof.
Bergmann blev professor i Leipzig 1916. Han var stiftare av den nya kyrka, som under beteckningen "Tyska trosrörelsen" hade en av sina främsta urkunder i Bergmanns skrift Die deutsche Nationalkirche (1933). I dess så kallade Deutschapostolicum förkunnades tron på "tyskreligionens Gud", på "nödhjälparen Kristus" och på Tyska riket som det land, "där den nya mänskligheten danas". Som filosof hade Bergmann bland annat författat arbetena Fichte, der Erzieher zum Deutschtum (1915, 2:a upplagan 1928), Die Grundlagen der deutschen Bildung (1916), Der Geist des 19. Jahrhunderts (1916), Erkenntnis und Muttergeist (1932) och Fichte und der Nationalsozialismus (1933), alla genomsyrade av ett starkt nationellt patos.